# Receptor scavenger
Los receptores scavanger son una superfamilia de receptores de la superficie celular amplia y diversa. Sus propiedades se registraron por primera vez en 1979 por los doctores Brown y Goldstein, siendo la propiedad definitoria la habilidad para unirse y eliminar las lipoproteínas de baja densidad (LDL, en inglés) modificadas. En la actualidad, se sabe que los receptores scavanger están implicados en una amplia variedad de procesos, como: la homeostasis, la apoptosis, la limpieza de enfermedades inflamatorias y de patógenos. Los receptores scavanger se encuentran, principalmente, en las células mieloides y otras células que se unen a numerosos ligandos, Las células de Kupffer del hígado son especialmente ricas en receptores scavenger (SR), entre ellos SR-A I, SR-A II y MARCO.

## Función
La superfamilia de receptores scavanger se define por su capacidad de reconocer y unirse a una variedad amplia de ligandos comunes. Estos ligandos incluyen: polianiónicos que incluyen a las lipoproteínas, las células apoptóticas, los ésteres de colesterol, los fosfolípidos, los proteoglicanos, la ferritina y los carbohidratos. Esta amplia variedad de reconocimiento permite a los receptores scavanger desempeñar un papel importante en la homeostasis y en la lucha contra enfermedades. Esto se logra a través del reconocimiento de varios PAMP y patrones moleculares asociados a daños (DAMP, en inglés), lo que conduce a la eliminación o barrido de patógenos con el reconocimiento de los PAMP y la eliminación de las células apoptóticas, antígenos autorreactivos y los productos del estrés oxidativo.
En las lesiones ateroscleróticas, los macrófagos que expresan receptores scavanger en su membrana plasmática captan de forma agresiva las LDL oxidadas depositadas en la pared del vaso sanguíneo y se convierten en células espumosas. Asimismo, secretan diversas citoquinas inflamatorias y aceleran el desarrollo de la aterosclerosis.

## Tipos

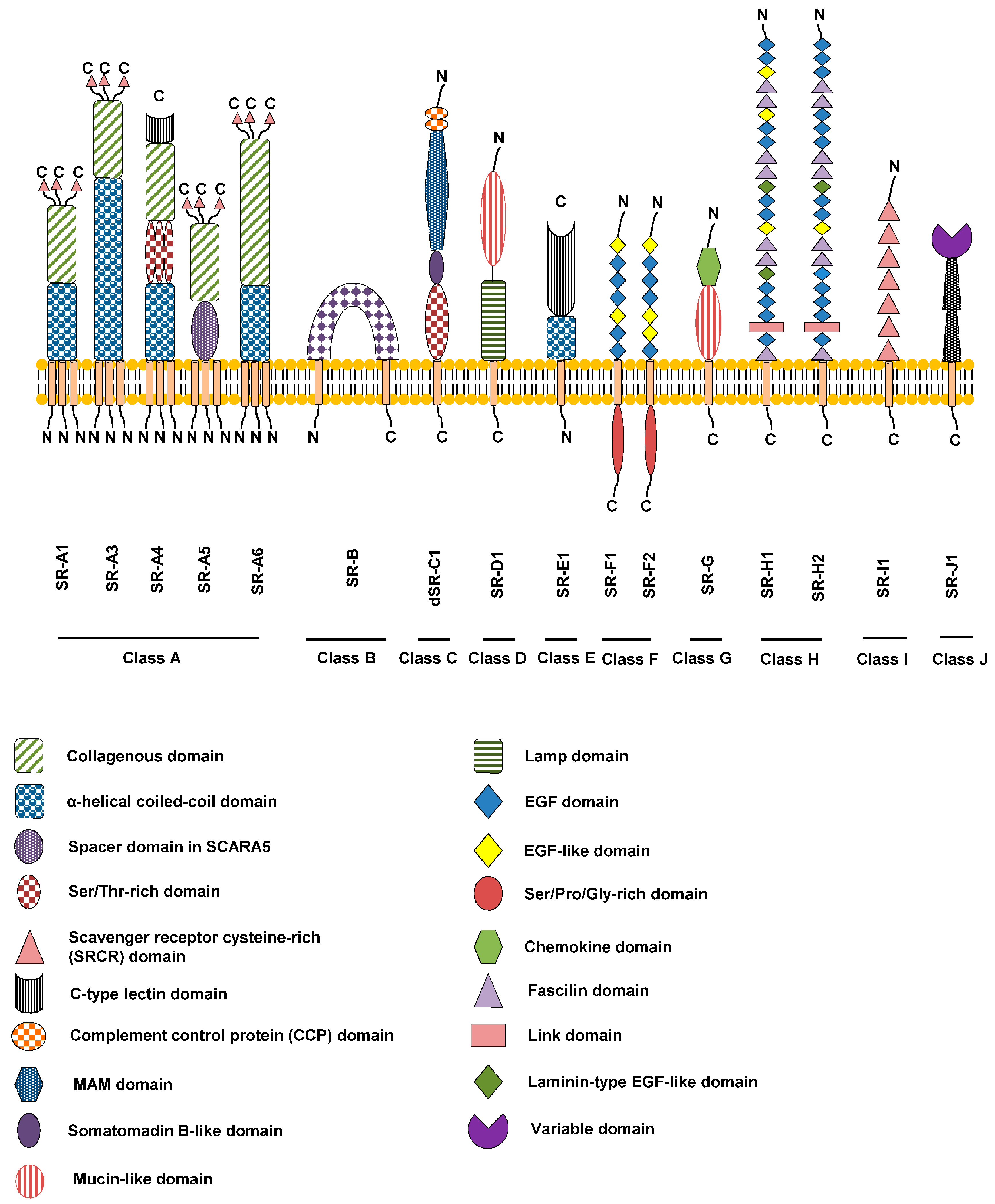
Schematic collection of the scavenger receptor superfamily. Classes A-J are displayed with their respective domains. All classes have a mammalian orthologue, with the exception of C.

Los receptores scavanger son increíblemente diversos y, por lo tanto, se organizan de muchas clases diferentes, empezando por la A y continuando hasta la L. Esta organización se basa en sus propiedades estructurales. Debido a la diversidad y las investigaciones en curso sobre los receptores scavanger, los receptores carecen de una nomenclatura aceptada y se han descrito con nombres diferentes. En 2014 se propuso una nueva nomenclatura que algunos investigadores han utilizado, aunque no tiene un reconocimiento oficial.
La clase A se expresa principalmente en el macrófago, como una proteína cuyo peso molecular es de unos 80 kDa y forma un trímero; está compuesta por: 
1) dominio citosol,  
2) dominio transmembrana,  
3) dominio espaciador,  
4) dominio hélice superenrollada helico-alfa,  
5) dominio similar al colágeno y  
6) dominio rico en cisteína.
La clase B tiene dos regiones transmembrana.
La clase C es una proteína transmembrana cuyo N-terminal se encuentra fuera de la célula.

## Clase A
Los receptores de clase A son una proteína de membrana de tipo II que utiliza su dominio, similar al colágeno, para la unión del ligando.
Algunos de sus miembros son: los receptores scavanger tipo 1 (SR-A1), que son un trímero con un peso molecular de unos 220 a 250 kDa (el peso molecular de la proteína monomérica es de unos 80 kDa)Se unen preferentemente a las LDL modificadas, ya sean aciladas (acLDL) u oxidadas (oxLDL). Otros ligandos incluyen: el β-amiloide, las proteínas de choque térmico, las moléculas de superficie de bacterias Gram-positivas y Gram-negativas, el virus de la hepatitis C.
El receptor SR-A1 puede ser empalmado de forma alterna para generar un truncamiento en el C-terminal; está contenido en el retículo endoplasmático y, al igual que en la versión sin empalmar, tiene una afinidad fuerte por la unión de ligandos polianiónicos.
- El receptor SCARA1 o MSR1 (SR-A1): además de en los macrófagos, puede encontrarse en las células musculares lisas vasculares y en los tejidos endoteliales; el estrés oxidativo potencia su presencia en el endotelio.

- El receptor SCARA2 o MARCO (SR-A6): solo se encuentra en los macrófagos del peritoneo, los ganglios linfáticos, el hígado y zonas específicas del bazo. Las bacterias y su lipopolisacárido estimulan su expresión; el SR-A6 no puede unirse a las LDL modificadas.

- El receptor SCARA3, MSRL1 o APC/ (SR-A3): desempeña un papel importante en la protección contra las especies reactivas del oxígeno (ROS).

- El receptor SCARA4 o COLEC12 (SR-A4): actúa como receptor para la detección, captación y destrucción de las LDL modificadas debido a la oxidación en las células endoteliales vasculares.

- El receptor SCARA5 o TESR (SR-A5): localizado en diversos tejidos, como el pulmón, la placenta, el intestino, el corazón y las células epiteliales, tiene una gran afinidad por las bacterias, pero no por las LDL modificadas.

## Clase B
El cúmulo de diferenciación (CD36) y el receptor scavanger de clase BI están identificados como genes que codifican los receptores de las LDL oxidadas y se clasifican como receptores scavanger B (SR-B). Ambas proteínas tienen dos dominios transmembrana con un bucle extracelular y se concentran en un microdominio específico de la membrana plasmática, las caveolas.
Entre sus miembros se encuentran: 
- El receptor SCARB1 o CD26L1 (SR-B1): puede interactuar no solo con las LDL oxidadas, sino también con las LDL normales y las lipoproteínas de alta densidad (HDL, en inglés) y desempeña un papel importante en su transporte al interior de las células. Estudios recientes han indicado que es probable que el SR-B1 sea el principal receptor implicado en el metabolismo de las HDL en ratones y humanos.[8][9] Además de a las LDL y las HDL, el SR-B1 se une a virus y bacterias. El receptor SR-B1 se encuentra en los hepatocitos, las células esteroidogénicas, la pared arterial y los macrófagos. Las mutaciones en el SR-B1 tienen un efecto negativo sobre la fertilidad y la respuesta inmunitaria innata y resultan en un aumento de la aterosclerosis.

- Receptor SCARB2

- El receptor SCARB3 o CD36 (SR-B2): se cree que está implicado en la adhesión celular, en el desarrollo de los vasos sanguíneos, en la fagocitosis de las células apoptóticas y en el metabolismo de los ácidos grasos de cadena larga. Además, se ha demostrado que el CD36 está muy implicado en la migración y la señalización de macrófagos, así como en la protección del huésped contra las bacterias, los hongos y los parásitos de la malaria. En modelos experimentales de aterosclerosis en ratones, en los que se ha eliminado el gen del CD36, los ratones presentan un número reducido de lesiones ateroscleróticas.[10] El Cd36 puede encontrarse en muchas células diferentes, por ejemplo, en las células que responden a la insulina, en las células hemotopoyéticas como las plaquetas, los monocitos y los macrófagos, en las células endoteliales y en las células epiteliales especializadas de las mamas y los ojos.

## Otros
Se han descubierto algunos receptores que pueden unirse a las LDL oxidadas.
El CD68 y su homólogo en el ratón, la macrosialina, tienen un único dominio N-terminal similar a la mucina.
La mucina es una sustancia viscosa de origen natural (como se encuentran muchos tipos de nattō u okra) que está compuesta por una proteína y polisacáridos unidos por enlace covalente. Un receptor scavanger de clase C de Drosophila (dSR-C1) también tiene una estructura similar a la mucina.
El receptor LDL oxidado similar a la lectina-1 (LOX-1) se aisló de una célula endotelial aórtica; recientemente, se ha descubierto en macrófagos y células musculares lisas vasculares de los vasos arteriales. La expresión de LOX-1 es inducida por estímulos inflamatorios, por lo que se cree que LOX-1 está implicado en el desarrollo de las lesiones ateroscleróticas.